# Riverwoods
Riverwoods – wieś w Stanach Zjednoczonych, w stanie Illinois, w hrabstwie Lake.